# Juolketsalmajaure
Juolketsalmajaure är en sjö i Strömsunds kommun i Jämtland och ingår i Ångermanälvens huvudavrinningsområde. Sjön har en area på 0,742 kvadratkilometer och ligger 786,2 meter över havet. Juolketsalmajaure ligger i Frostvikenfjällen Natura 2000-område.

## Delavrinningsområde
Juolketsalmajaure ingår i det delavrinningsområde (719328-144267) som SMHI kallar för Utloppet av Juolketsalmajaure. Medelhöjden är 850 meter över havet och ytan är 3,94 kvadratkilometer. Räknas de 3 avrinningsområdena uppströms in blir den ackumulerade arean 10,01 kvadratkilometer. Lejarälven som avvattnar avrinningsområdet har biflödesordning 3, vilket innebär att vattnet flödar genom totalt 3 vattendrag innan det når havet efter 379 kilometer. Avrinningsområdet består mestadels av kalfjäll (81 procent). Avrinningsområdet har 0,74 kvadratkilometer vattenytor vilket ger det en sjöprocent på 18,7 procent.